# Glyptothorax siamensis
Glyptothorax siamensis és una espècie de peix de la família dels sisòrids i de l'ordre dels siluriformes.

## Morfologia
Els mascles poden assolir els 9,3 cm de llargària total.

## Distribució geogràfica
Es troba a Malàisia i Tailàndia.